# Mat '46
Materieel '46 was een serie elektrische treinstellen van de Nederlandse Spoorwegen, aangeduid naar het jaar van bestelling. Officieel werd dit materieel aangeduid als Plan A, AB, B en C. Officieus werd ook de benaming "Muizeneus" gebruikt.

## Geschiedenis

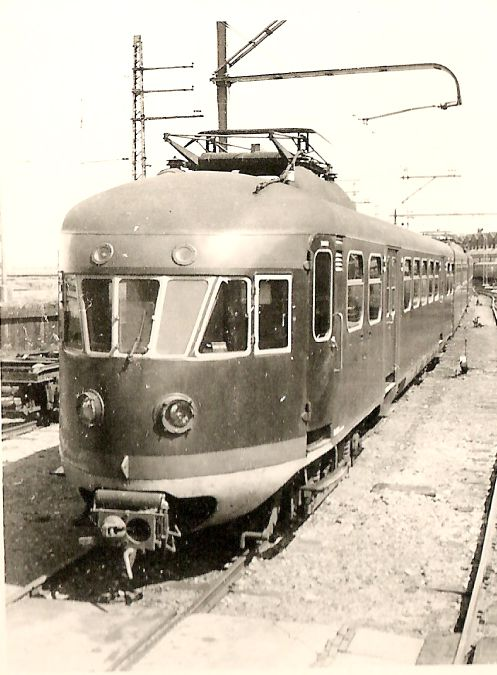
Mat '46 treinstel bij Wpc Tilburg, september 1954

Bij deze serie werd voortgebouwd op eerdere typen stroomlijnmaterieel, zoals vanaf 1936 in Nederland in gebruik genomen. Deze series, waarmee Mat '46 in treinschakeling kon rijden, stonden bekend als Mat '35, Mat '36 en Mat '40. Doordat in de Tweede Wereldoorlog veel van het Nederlandse spoorwegmaterieel verloren was gegaan, bestond na de Bevrijding een grote schaarste aan materieel. Om dit tekort op te lossen en om over materieel voor de verdergaande elektrificatie van het spoorwegnet te kunnen beschikken, werden nieuwe treinstellen aangeschaft.
Tussen 1948 en 1952 werden 65 vierwagenstellen (serie 641-705) en 79 tweewagenstellen (serie 221-299) in dienst gesteld. De tweewagenstellen werden genummerd vanaf 241 en pas later vanaf 221 omdat de tussenliggende nummers aanvankelijk nog in gebruik waren voor de tweewagenstellen uit de Mat '36-serie.
De vierwagenstellen bestonden uit twee vast gekoppelde tweewagenstellen, waarbij aan beide uiteinden van het treinstel een stuurstand was aangebracht. Deze was naar hedendaagse maatstaven niet bijster comfortabel. De cabine was dusdanig krap bemeten dat de machinist zijn (op een fietszadel gelijkende) stoel eerst moest opklappen alvorens hij zijn plaats kon verlaten.
De gestroomlijnde kopvorm was geënt op die van de eerdere materieelseries, die op hun beurt veel weg hadden van de Duitse DR 877 ("Fliegender Hamburger") en vergelijkbare (diesel)treinstellen uit de jaren dertig. De kop was voorzien van verstevigingsribben die de machinist bij aanrijdingen een betere bescherming moesten bieden.
Elk tweewagenstel had een jacobsdraaistel, een gemeenschappelijk middendraaistel. De vierwagenstellen hadden twee jacobsdraaistellen. Dit leverde een gewichtsbesparing op, maar had een tamelijk onrustige loop tot gevolg omdat zijdelingse krachten van de ene rijtuigbak werden overgebracht op de andere. Een tweewagenstel woog 89 ton, een vierwagenstel 169 ton. Het vermogen bedroeg 796 kW respectievelijk 1592 kW. Hoewel snelheden tot 140 km/u toegelaten waren, werd in de normale dienstregeling niet harder gereden dan 125 km/u. Door de elektrische en pneumatische verbindingen in de automatische Scharfenbergkoppelingen konden de stellen in treinschakeling rijden met de treinstellen Mat '35, Mat '36, Mat '40 en het later afgeleverde Mat '54.
Oorspronkelijk waren de treinstellen olijfgroen met rode biezen, vanaf de jaren zestig grasgroen met een gele "snor" op de neus. Het oorspronkelijk voornemen alle stellen geel te schilderen is nooit doorgegaan. Slechts vier tweewagenstellen, de 279, 281, 295 en 299, werden vanaf circa 1970 in de nieuwe NS-huisstijl geel geschilderd. In tegenstelling tot de "Hondekoppen" (Mat '54) zijn de treinstellen nooit voorzien van een centrale deursluiting en moesten de conducteurs op elk station de deuren handmatig sluiten.
Zowel de groene als de gele stellen zijn vanaf circa 1970 voorzien geweest van de blauwe reclamebanen. In die tijd werd dit materieel steeds meer gebruikt voor spitstreinen, zodat het overdag meestal op een emplacement stilstond. De animo van opdrachtgevers om op deze treinen reclame te laten aanbrengen was navenant gering, zodat een treinstel Mat '46 met reclame een zeldzaamheid was.
In 1980 werden de vierwagenstellen 660, 661, 678, 679, 690 en 695 verbouwd voor de Paralympics in Arnhem, maar de inzet werd geen succes bij gebrek aan passagiers. Nog hetzelfde jaar werden de stellen afgevoerd.

## Inzet

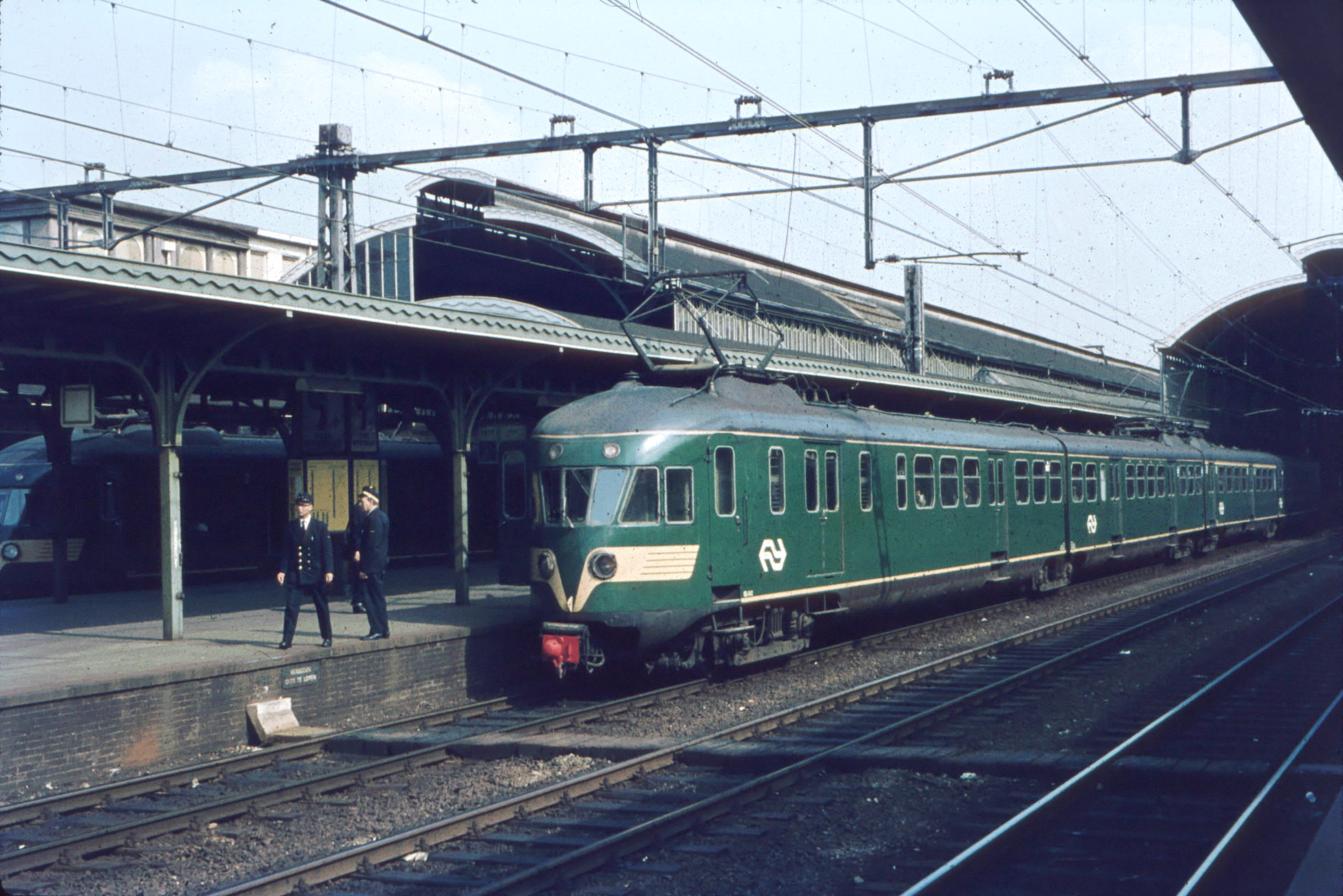
Mat '46-treinstellen op Utrecht CS in 1969

Het materieel '46 is vooral gebouwd om het materieelverlies dat was ontstaan na de Tweede Wereldoorlog en de door de elektrificatie groeiende behoefte aan elektrisch stroomlijnmaterieel op te vangen. Het materieel werd dan ook in het hele land in veel verschillende treindiensten ingezet, zowel snel- als stoptreinen, vaak ook als versterking. Vooral na de invoering van het nieuwe dienstregelingconcept Spoorslag '70 verdween het materieel uit de meeste langeafstandsverbindingen. Deze treinen werden voortaan gereden met het daarvoor aangewezen intercitymaterieel, waaronder treinstellen mat '54. Wel werd het materieel '46 nog als versterking of vervanging gebruikt. De treinstellen werden voortaan vooral ingezet in Noord-Holland, op de verbinding Zwolle - Vlissingen, en in de stoptreindiensten op de Hofpleinlijn, de Kippenlijn en in Zuid-Limburg.
Met de komst van het Stadsgewestelijk Materieel vanaf 1975 vond er een aantal materieelverschuivingen plaats en kon een groot deel van het materieel '46 buiten dienst gesteld worden. Toch was er door de vervoersgroei een tekort aan materieel en men besloot een aantal stellen nog een levensduurverlengende opknapbeurt te geven en langer in dienst te houden. De machinisten hadden hier tegen ernstige bezwaren en wilden niet langer op dit materieel rijden, vooral vanwege de kwetsbaarheid van de machinist bij een aanrijding in de lage en krappe cabine. Een deel van dit bezwaar werd weggenomen door het materieel '46 zo veel mogelijk samen met ander materieel in te zetten, waarbij het materieel '46 achterop liep en de cabine niet werd gebruikt.
De inzet concentreerde zich begin jaren 80 in de spitsdiensten in Noord-Holland en de stoptreindiensten rond Eindhoven en in Zuid-Limburg. Ook werden er veelvuldig extra voetbaltreinen mee gereden, die er vaak niet zonder kleerscheuren vanaf kwamen. In sommige gevallen werden de treinstellen dan na zo een dienst terzijde gesteld of moesten ze worden gecompleteerd met onderdelen uit terzijde staande stellen.
Treinstel 676 reed op 24 september 1983 bij wijze van afscheid heen en weer tussen Haarlem en IJmuiden. Een dag later was zowel de inzet van het materieel '46 als de treindienst op de spoorlijn Santpoort Noord - IJmuiden verleden tijd.

## Na de buitendienststelling

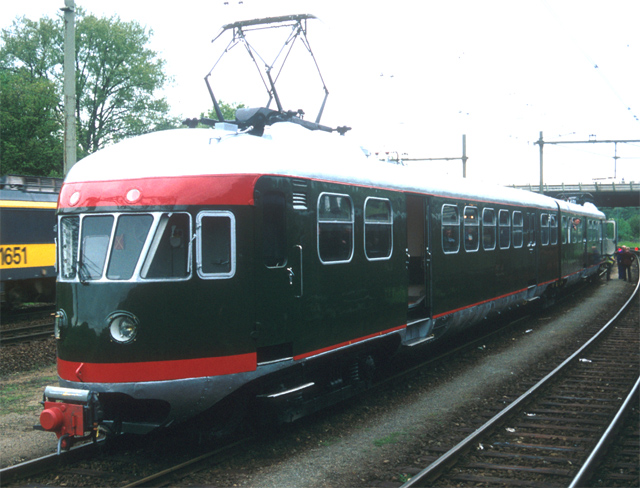
Treinstel 273 in Station Utrecht Lunetten.

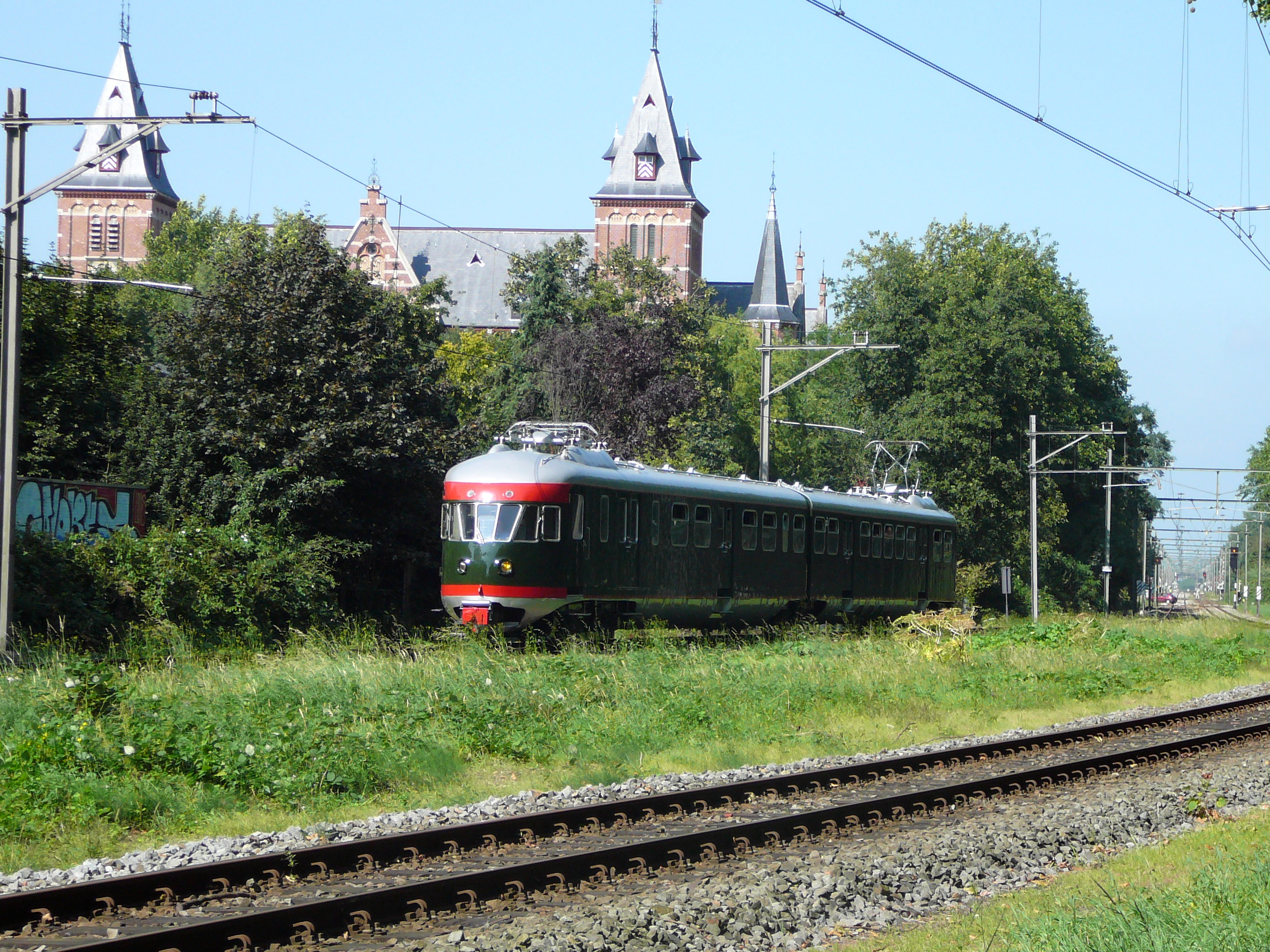
Het bewaarde treinstel 273 rijdt op 25 augustus 2007 een zogenaamde Heimwee Express ter hoogte van het voormalige Station Utrecht Biltstraat.

Nadat in september 1983 het laatste treinstel materieel '46 uit de reguliere reizigersdienst verdween, werden nog drie tweewagenstellen gebruikt voor proefnemingen en instructieritten. De stellen 279, 285 en 291 waren zo nog enkele jaren rijdend op het Nederlandse spoorwegnet te zien. Het gele treinstel 279 hield het zelfs nog tot 1990 vol en werd uiteindelijk pas in 1992 gesloopt.
Treinstel 273 is ten slotte als enige bewaard gebleven in de collectie van het Nederlands Spoorwegmuseum te Utrecht. Dit treinstel is halverwege de jaren negentig gerestaureerd en teruggebracht in de oorspronkelijke kleuren en wordt tegenwoordig voor bijzondere ritten gebruikt.